# Alfred Sauvy

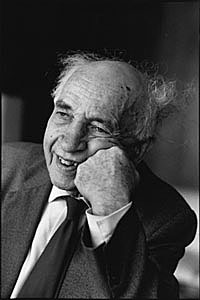
Alfred Sauvy, 1983

Alfred Sauvy (* 1898 in Villeneuve-de-la-Raho Département Pyrénées-Orientales; † 30. Oktober 1990 in Paris) war ein Demograph, Ethnologe und Historiker für französische Wirtschaftsgeschichte.

## Leben
In einer Großgrundbesitzerfamilie geboren, besuchte Sauvy nach der Teilnahme am Ersten Weltkrieg in den 1920ern die École polytechnique und arbeitete nach deren Abschluss im Allgemeinen Statistischen Institut Frankreichs (SGF). Der Schüler Maurice Halbwachs vertrat die Thesen des französischen Populationisten Adolphe Landry. Als Berater der Regierung Paul Reynaud reformierte er 1938 insbesondere die von Léon Blum eingeführte 40-Stunden-Woche.
Während der Naziokkupation Frankreichs war er Mitherausgeber des nicht zensierten Bulletin Rouge-Brique. 1943 veröffentlichte er „Reichtum und Bevölkerung“, wo er für eine Politik des Populationismus und gegen jeglichen Protektionismus unternehmerischer oder gewerkschaftlicher Natur plädierte.
Nach dem Krieg wollte Charles de Gaulle ihn zum Generalsekretär für Familie und Bevölkerung machen, Sauvy aber entschied sich für die Demografie. 1945 bis 1962 war er Direktor des INED (Nationales Institut für demografische Studien) und an dessen multidisziplinärem Ausbau maßgeblich beteiligt. Gleichzeitig repräsentierte er Frankreich in der Kommission für Bevölkerungsstatistik der UNO.
Sauvy arbeitete mit bei Jean-Jacques Servan-Schreibers L’Express und wurde 1954 Berater der Regierung Pierre Mendès France. In der französischen Ökonomie wurde er für seine Déversement-Theorie bekannt.
1959 wurde er ins Collège de France gewählt. 1962 wurde Sauvy ans Collège de France berufen und blieb bis ins hohe Alter erfolgreich journalistisch tätig. Die Académie royale des Sciences, des Lettres et des Beaux-Arts de Belgique nahm ihn im Dezember 1959 als assoziiertes Mitglied auf. Er war seit 1973 Mitglied der American Academy of Arts and Sciences und seit 1974 der American Philosophical Society. 1966 erhielt er von der Universität Utrecht den Ehrendoktortitel.
Bis 1975 war er Herausgeber der Zeitschrift Population. Für die breitere Öffentlichkeit plante er eine zusammenfassende vierseitige Monatsschrift, Population & Sociétés, die 1968 von seinem Nachfolger Jean Bourgeois-Pichat verwirklicht wurde.

## „Dritte Welt“
In dem Beitrag Drei Welten, ein Planet für den „L'Observateur“ am 14. August 1952 verwendete Sauvy erstmals den Begriff „Dritte Welt“, wobei er auf Emmanuel Joseph Sieyès’ Prägung Dritter Stand Bezug nahm: „...denn schließlich will diese als dritter Stand verachtete und ausgebeutete Dritte Welt auch etwas gelten...“. Am Ende seines Lebens widerrief der Autor diese Bezeichnung: „Man gestattete dem Schöpfer des Ausdrucks „Dritte Welt“ vor schon vier Jahrzehnten, diese zu verschmähen. Das lässt die heute wachsende Vielfalt in diesem Bereich vergessen. Es kann nicht weit führen, die Länder Schwarzafrikas und die „Pantherstaaten“ unter einem Begriff zu subsumieren.“

## Ehrungen
- 1988 erhielt er den Hansischen Goethe-Preis.

## Werke
- 1943 La prévision économique – Paris: PUF, 128 p. (Que sais-je ? n° 112)
- 1944 Richesse et population – Paris: Payot, 327 p.
- 1949 Le pouvoir et l'opinion – Paris: Payot, 188 p.
- 1952–1954 Théorie générale de la population (2 vol.) – Paris: PUF, 370 p. et 397 p.
- 1956 La bureaucratie – Paris: PUF, 128 p. (Que sais-je? n°712)
- 1957 La nature sociale – Paris: Librairie Armand Colin, 302 p.
- 1958 De Malthus à Mao-Tsé-Toung – Paris: Denoël, 303 p.
- 1959 La montée des jeunes – Paris: Calmann-Lévy, 264 p.
- 1963 Malthus et les deux Marx – Paris: Denoël, 367 p.
- 1965 Histoire économique de la France entre les deux guerres (3 vol.) – Paris: Fayard, 566 p., 627 p. und 467 p.
- 1965 Mythologie de notre temps – Paris: Payot, 300 p.
- 1970 La révolte des jeunes – Paris: Calmann-Lévy, 272 p.
- 1973 Croissance zéro? – Paris: Calmann-Lévy, 331 p.
- 1976 L’Économie du diable. Chômage et inflation – Paris: Calmann-Lévy, 247 p.
- 1976 Eléments de démographie – Paris: PUF, 393 p. (Collection Thémis -Sciences sociales)
- 1977 Coût et valeur de la vie humaine – Paris: Hermann, 210 p.
- 1980 La machine et le chômage: les progrès techniques et l’emploi – Paris: Dunod/Bordas, 320 p.
- 1984 Le travail noir et l’économie de demain – Paris: Calmann-Lévy, 304 p.
- 1985 De la rumeur à l’histoire – Paris: Dunod, 304 p.
- 1990 La terre et les hommes: le monde où il va, le monde d’où il vient – Paris: Economica, 187 p.